# Kuhlia marginata
Kuhlia marginata е вид лъчеперка от семейство Kuhliidae.

## Разпространение
Видът е разпространен в Австралия, Вануату, Гуам, Източен Тимор, Индонезия, Микронезия, Нова Каледония, Палау, Папуа Нова Гвинея, Провинции в КНР, Соломонови острови, Тайван, Фиджи, Филипини и Япония.